# 거대 여분 차원
거대 추가 차원(巨大追加次元, large extra dimensions, LED) 또는 아르카니하메드-디모풀로스-드발리(ADD) 모형이란 계층 문제를 풀기 위하여 기존의 4차원 밖의 추가의 차원을 도입하는 모형이다. 이에 따르면, 표준 모형의 장은 기존의 4차원 안에서만 존재하지만, 중력은 이 말고도 다른 차원에도 존재한다.

## 역사
1998년에 니마 아르카니하메드와 사바스 디모풀로스(Σάββας Δημόπουλος), 기오르기 드발리(გიორგი  დვალი)가 도입하였다.

## 같이 보기
- 칼루차–클레인 이론
- 랜들-선드럼 모형

## 참고 문헌
- N. Arkani-Hamed, S. Dimopoulos, G. Dvali (1998). "The Hierarchy problem and new dimensions at a millimeter". Physics Letters B429: 263–272. arXiv:hep-ph/9803315. Bibcode 1998PhLB..429..263A. doi:10.1016/S0370-2693(98)00466-3.